# Janet Lever
Janet Lever (geboren 5. Dezember 1946 in St. Louis) ist eine US-amerikanische Soziologin.

## Leben
Janet Lever wuchs in der Familie eines jüdischen kaufmännischen Angestellten und einer Hausfrau mit drei Geschwistern auf. Sie studierte an der Washington University in St. Louis und jobbte während der Fußball-Weltmeisterschaft 1966 in London. In ihrer Bachelor-Arbeit 1968 ging sie sportsoziologischen Fragestellungen nach. Lever und ihre Kommilitonin Pepper Schwartz dokumentierten in ihrer Untersuchung Women at Yale das Jahr 1969, in dem Frauen erstmals in größerer Anzahl zum Studium in Yale zugelassen wurden. Lever wurde 1974 an der Yale University in Soziologie promoviert. Sie arbeitete ab 1975 als Soziologin an der Northwestern University. Im Jahr 1978 veröffentlichte sie eine beachtete Studie über Geschlechtsunterschiede im Kinderspiel, 1983 folgte dem ein Buch über Fußball (Soccer Madness), das ins Spanische, Portugiesische und Japanische übersetzt wurde.
Lever bewarb sich 1980 erfolglos für eine Festanstellung (tenure) an der Northwestern University, sie zog daraufhin nach Kalifornien. Lever verklagte 1981 die Universität bei der Equal Employment Opportunity Commission wegen sexueller Diskriminierung in dem Bewerbungsverfahren, die Klage wurde aus prozeduralen Gründen abgelehnt, derweil die Anwaltskosten ins Unermessliche stiegen. Im Jahr 1993 versandte die Klageprozedur nach 12 Jahren in einem Streit über angeblich durch die Klägerin nicht eingehaltene Fristen, in der Hauptsache wurde nie verhandelt.
Auf der Suche nach einer Beschäftigung beriet Lever 1982 die sozialwissenschaftliche Untersuchung des „Playboy Readers Sex Survey“. Sie schloss einen Vertrag mit Playboy Channel und moderierte zwischen 1983 und 1988 die Fernsehshow Women on Sex. Mit Schwartz betreute sie in den 1990er Jahren die Kolumne Sex and Health im Frauenmagazin Glamour, ihre Artikelproduktion fassten sie in einer Buchausgabe zusammen. Lever erarbeitete 1993 eine Studie über HIV in der US Army und begleitete zwischen 2002 und 2010 zehn Leserbefragungen des Magazins Elle zu verschiedenen Aspekten der Geschlechterbeziehungen mit über 70.000 Teilnehmern.
Lever arbeitete in Forschungsprojekten zu Gesundheitsthemen bei der RAND Corporation und erhielt 1990 einen Lehrauftrag für Soziologie an der California State University, Los Angeles, der 1993 in eine unbefristete Stelle als Associate Professorin umgewandelt wurde.

## Schriften (Auswahl)

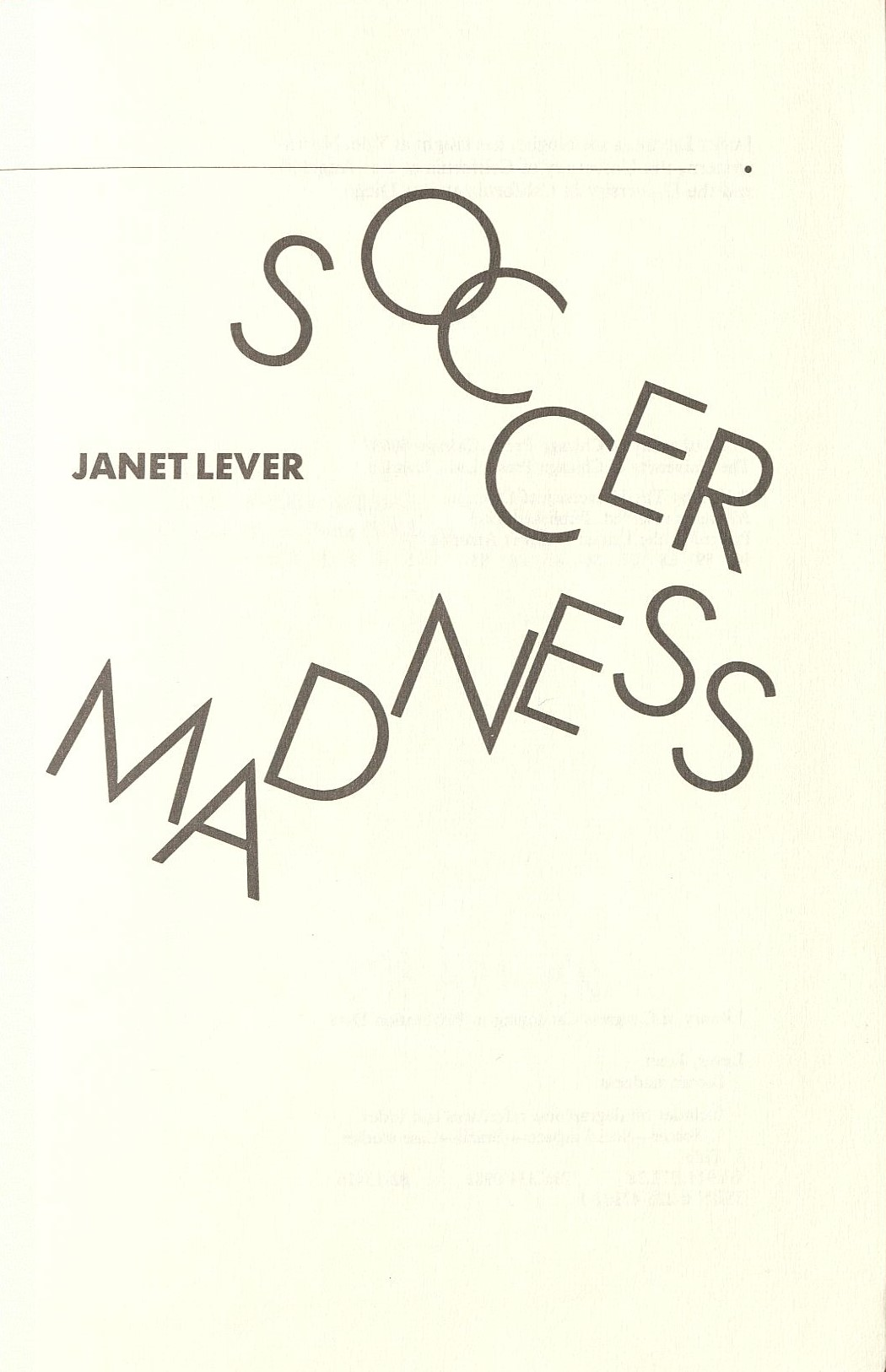
Soccer Madness (1983)

- Janet Lever, Pepper Schwartz: Women at Yale: Liberating a College Campus. New York: Bobbs-Merrill, 1971
- Sex Differences in the Complexity of Children's Play and Games, in: American Sociological Review, 1978, S. 471–483
- Soccer Madness. University of Chicago Press, 1983
- Janet Lever, David E. Kanouse, William H. Rogers, Sally Carson, Rosanna Hertz: Behavior Patterns and Sexual Identity of Bisexual Males. Journal of Sex Research, May, 1992
- Reflections on a Serendipitous and Rocky Career, in: Ann Goetting, Sarah Fenstermaker (Hrsg.): Individual voices, collective visions : fifty years of women in sociology. Philadelphia : Temple University Press, 1995, S. 87–108
- Janet Lever, Pepper Schwartz: Kolumne Sex and Health, in: Glamour, Dezember 1991 – Dezember 1998 (en, monatlich)
- Janet Lever, Deanne Dolnick: Call girls and street prostitutes : selling sex and intimacy, in: Ronald Weitzer (Hrsg.): Sex for sale : prostitution, pornography, and the sex industry. New York : Routledge, 2010
- Janet Lever, Pepper Schwartz: Places for Passion: The 75 Most Romantic Destinations in the World – and Why Every Couple Needs to Get Away. New York: Frommer’s/AARP, 2015